# حرفه‌ای‌گری
حرفه‌ای‌گری، یا حرفه‌ای‌سازی (به انگلیسی: Professionalization) فرایندی اجتماعی است که بدان طریق هر پیشه یا شغلی خودش را به حرفه‌ای واقعی با برترین تمامیت و کارآمدی تبدیل می‌کند. چیستی حرفه غالباً محل نزاع است. 